# Anna Rastawicka
Anna Felicja Rastawicka (ur. 9 czerwca 1944 w Warszawie) – redaktor, działaczka katolicka, członkini Instytutu Prymasa Wyszyńskiego, w latach 1969–1981 zatrudniona w Sekretariacie Prymasa Polski. W 2018 r. została uhonorowana przez Instytut Pamięci Narodowej nagrodą Kustosz Pamięci Narodowej.

## Życiorys
W okresie 1969–1981 była pracownicą Sekretariatu Prymasa Polski. Należała w tych latach do grona najbliższych współpracowników kardynała Stefana Wyszyńskiego. Do momentu śmierci prymasa w 1981 do obowiązków Anny Rastawickiej należała redakcja jego przemówień. W ramach obowiązków sprawowanych w SPP była też w bliskim kontakcie z innymi postaciami kluczowymi dla Kościoła katolickiego w Polsce – m.in. ks. prałatem Zdzisławem Peszkowskim, kapelanem „Rodzin Katyńskich”, czy bp. Karolem Wojtyłą, wybranym w 1978 r. na papieża pod imieniem Jan Paweł II.
Od 1981 pracuje w Instytucie Prymasowskim, prowadząc działania mające na celu promocję i rozpowszechnianie nauczania kard. Stefana Wyszyńskiego. Zajmuje się działalnością wydawniczą, zwłaszcza na polu pozostawionej przez kard. Wyszyńskiego spuścizny kaznodziejskiej.
Na łamach m.in. „Przewodnika Katolickiego”, „Naszego Dziennika” oraz „Niedzieli” publikowała również artykuły na temat różnych wątków życia i nauczania Stefana Wyszyńskiego. Jej książka „Ten zwycięża, kto miłuje” została w 2022 nominowana do nagrody „Książka Historyczna Roku”. Współpracuje z Fundacją „Golgota Wschodu”, jest również konsultantem merytorycznym Muzeum Jana Pawła II i Prymasa Wyszyńskiego w Warszawie.
Uczestniczyła w pracach redakcyjnych nad edycjami źródłowymi publikowanymi przez Instytut Prymasowski, w tym wydaniem Dzieł zebranych kard. Wyszyńskiego. Należy także do zespołu redakcyjnego zapisków osobistych Stefana Wyszyńskiego, powstałych w okresie 1948–1981. Zespół notatek ma zostać opublikowany w edycji „Pro memoria”, planowanej na dwadzieścia siedem tomów. Publikacja ta jest efektem połączonych starań edytorskich Instytutu Pamięci Narodowej, archidiecezji warszawskiej oraz gnieźnieńskiej i Uniwersytetu Kardynała Stefana Wyszyńskiego.

## Publikacje
- Anna Rastawicka: Ten zwycięża, kto miłuje. Życie i nauczanie prymasa Stefana Wyszyńskiego. Warszawa: Muzeum Jana Pawła II i Prymasa Wyszyńskiego, 2019. ISBN 978-83-951982-4-3. OCLC 1164126632. Brak numerów stron w książce
- Anna Rastawicka: Czas go nigdy nie oddali. Bronisław Piasecki. Wydawnictwo M, 2011. ISBN 978-83-8043-560-5. Brak numerów stron w książce
- Anna Rastawicka, W Maryi pomoc, Fundacja Czas to miłość, 2019
- Anna Rastawicka, POLSKA RACJA STANU W NAUCZANIU STEFANA KARDYNAŁA WYSZYŃSKIEGO
- Anna Rastawicka, ks. Bronisław Piasecki, Wspomnienia o Stefanie kardynale Wyszyńskim, Wydawnictwo M, 2011, ISBN:9788375952230
- Anna Rastawicka, Iwona Czarcińska, Odnawiamy Jasnogórskie Śluby Narodu, Soli Deo, 2006, ISBN: 8388202324

## Odznaczenia
- Krzyż Oficerski Orderu Odrodzenia Polski – 2024[5]

## Nagrody
- Nagroda „Kustosz Pamięci Narodowej” (2018)[6]